# Android One
Android One是运行Android系统的消费电子产品系列。这是由Google開發的搭载原生Android系统的设备，市场面向发展中国家的人们和客户的第一个智能手机。Google负责设计、开发、营销和支持这些设备，原始设备制造商（OEM）负责制造。Android One智能手机运行Android原生系统，没有经过制造商的定制，因此许多智能手机厂商申请加入。由Google负责安全性和系统更新，避免手机出现问题以及缺乏安全更新。第一批的Android One设备特性包括联发科四核MT6582移动芯片系统。
各种新闻文章提到了Android One设备还规定了最低硬件要求标准，但在互联网并没有曝光真实的最低要求。

## 历史
|                                 | 这是我们所做的产品中发布范围最广的一个，它包含任何地方，不仅限于印度、菲律宾和印度尼西亚。对我们来说，Android One还有漫长的旅程，它未来要获得十亿用户。而十亿用户中印度占的份额很大一部分，其中还附带尼泊尔的自由边境贸易。研究结果发现，近7成产于印度的Android设备都被从尼泊尔赶来的用户购买。Android One设想与印度一样深深印在我的脑海中。 |
| ——2014年NDTV采访Sundar Pichai， | |

Android One由Google高级副总裁Sundar Pichai推动。他倡议成立了印度市场的基本标准。他还表示说，他很长一段时间内一直在使用Android One设备，将Android One作为他的“主要”设备。在各种意义上这是一个“高端计算设备”。
|                 | 我们推动Android One使它拥有一个完美的软件体验和一部完美的设备。我们十分的想吸引一些以前从来没有尝试过智能手机的人。 |
| ——Sundar Pichai | |

他还指出，因为它们所基于的基准平台，最初发布的设备有着共同的硬件。因为Google扩展了这个计划，设备将在今后陆续推出。
在2014年，Android One手机最初向印度、孟加拉、尼泊尔、印尼、菲律宾、斯里兰卡和其他南亚国家推出。第一批Android One智能手机是由印度品牌Micromax、Spice和Karbonn在2014年9月推出，其他制造商如巴基斯坦的QMobile在2015年7月6日推出了名为QMobile A1的Android One设备。其他生产商亦加入Android One。
2017年起，Google調整產品策略，將Android One提升為中階手機產品，原本針對開發中國家市場的入門產品改為Android Go。
常見的機型有小米A1、小米A2、Motorola One、Motorola One Power、HTC U11 life、Nokia 8.1、Nokia 7 plus、Nokia 8 Sirocco、Nokia 6.1、Nokia 6.1 Plus、Nokia 5.1 Plus、Nokia 3.1 Plus、Nokia G50 5G、LG G7 One等等。

## 引用
1. ↑  . StockNewsDesk. September 16, 2014  [2015-08-14]. （原始内容存档于2014-09-22）.
2. ↑  .   [2015-08-14]. （原始内容存档于2015-08-05）.
3. ↑  .   [2015-08-14]. （原始内容存档于2014-11-11）.
4. ↑  .   [2015-08-14]. （原始内容存档于2014-09-19）.
5. ↑  .   [2015-08-14]. （原始内容存档于2015-07-31）.
6. ↑  .   [2015-08-14]. （原始内容存档于2015-08-25）.
7. 1 2  .   [2015-08-14]. （原始内容存档于2014-11-17）.
8. ↑  . Android One Was Conceived With India in Mind, Says Google's Sundar Pichai. NDTV Correspondent. 2014-07-15  [2014-12-15]. （原始内容存档于2014-11-17）.
9. ↑  .   [2015-08-14]. （原始内容存档于2014-12-28）.
10. ↑  .   [2015-08-14]. （原始内容存档于2014-09-17）.
11. ↑  official Partner in Pakistan for Android One[永久]